# Phymaspermum schroeteri
Phymaspermum schroeteri là một loài thực vật có hoa trong họ Cúc. Loài này được Compton miêu tả khoa học đầu tiên.